# 章文韜
章文韜（1462年—16世紀），字秉略，浙江台州府黃巖縣人，明朝政治人物。

## 生平
章文韜是正統九年舉人章唐之子，弘治五年（1492年）壬子科浙江鄉試第六十三名舉人，十二年（1499年）中式己未科會試第六十七名，三甲第九十四名進士。十六年（1503年）任江浦縣知縣，留心處理民間疾苦，上奏請求丈量坍江及荒蕪田地，以蘆洲抵補，後來據此免去坍江賦稅，十七年（1500年）在縣治興建後樂亭，取范仲淹的「先憂後樂」之意，曾聘用縣人郁珍、石淮纂輯縣志，成稿後卻未刊行，陞工部主事，改刑部主事，出為按察司僉事。

## 家族
曾祖章日孜，禮部主事；祖父章子良，贈禮部主事；父章唐，教諭。母陳氏。慈侍下。弟章文祿。

## 引用
1. 1 2  光緒《黃巖縣志·卷十四·選舉志一》：明 進士……宏治十二年己未倫文敘榜 章文韜，字秉略，唐之子，刑部主事……明 舉人……宏治五年壬子科……章文韜 己未進士
2. ↑  民國《台州府志·卷一百零八·人物傳九》：章文韜，字秉略 乾隆黃巖志，黃巖人，唐之子 宏治志，宏治十二年進士 國子監題名碑，知江浦縣，留心民瘼，奏乞量坍江及荒蕪田地，以蘆洲抵補，後之蠲免坍江賦稅者實基於此 《江寧府志》名宦傳，歷刑部主事 康熙志、按察司僉事 江寧志。
3. ↑  光緒《江浦埤乘·卷十九·職官下》：章文韜，浙江黃巖人，宏治十六年由進士任邑令，留心民瘼，奏乞丈量坍江及荒蕪田地，將蘆洲抵補後之蠲免坍江賦稅實基於此，十七年建後樂亭 詳古蹟 於縣治後，取范希文「先憂後樂」之意，嘗聘邑人郁珍、石淮纂輯縣志，脫稿未刊，陞工部主事，厯僉事。 采輯舊志
4. ↑  龚延明主编. . 宁波: 宁波出版社. 2016. ISBN 978-7-5526-2320-8. 《天一閣藏明代科舉錄選刊.登科錄》之《弘治十二年己未科進士登科錄》